# Réaumont
Réaumont település Franciaországban, Isère megyében. Lakosainak száma 1005 fő (2022. január 1.). Réaumont Charnècles, Moirans, La Murette, Rives, Saint-Blaise-du-Buis és Saint-Cassien községekkel határos.

## Népesség
A település népessége az elmúlt években az alábbi módon változott:
| Lakosok száma | 357  | 501  | 634  | 859  | 1019 | 1037 | 1021 | 998  | 1008 | 1005 |
|               | 1968 | 1982 | 1990 | 2006 | 2013 | 2015 | 2017 | 2019 | 2020 | 2022 |